# 흑해홍수설

흑해의 지도

흑해홍수설, 흑해 대홍수, 흑해대홍수설은 흑해의 제4기 후기 역사에 대해 제안된 세 가지 가상의 홍수 시나리오 중 가장 잘 알려져 있다. 또 다른 홍수 시나리오는 흑해의 해수면이 급격하게, 심지어는 재앙에 가까운 상승을 이야기한다.

## 역사
1997년에 윌리엄 라이언, 월터 피트먼, 페트코 디미트로프 및 이들의 동료들은 처음으로 흑해 대홍수 가설을 발표했다. 이들은 흑해 담수호로 지중해 바닷물이 격변적으로 유입된 것은 약 7,600년 전(기원전 5600년 경)이라고 제안했다.
제안된 대로, 초기 홀로세 흑해 홍수 시나리오는 동유럽과 아시아 인접 지역의 선사 시대 정착지에 심각한 영향을 미쳤을 사건을 설명하며 아마도 노아 홍수 신화에 관한 구전 역사의 기초가 되었을 것으로 본다. 일부 고고학자들은 터키 북부에 신석기 시대 유적지가 부족한 이유를 설명하기 위해 이 이론을 지지한다. 2003년에 라이언과 공동저자들은 초기 홀로세 홍수의 연대를 8,800년 전(기원전 6800년 경)으로 수정했다.
그 이전에는 빙하가 녹으면서 흑해와 카스피해가 에게해로 흘러가는 광대한 담수호로 바뀌었다. 빙하가 후퇴함에 따라 흑해로 흘러가는 강 중 일부의 양이 줄어들고 경로가 바뀌어 북해로 흘러갔다. 호수의 수위는 증발로 인해 낮아졌고, 전 세계 수문학의 변화로 인해 전 세계 해수면이 상승했다는 것이다.
떠오르는 지중해가 마침내 보스포러스 해협의 바위 위로 쏟아졌다. 이 사건으로 인해 100,000km2(39,000평방마일)의 육지가 침수되었고 흑해 해안선이 북쪽과 서쪽으로 크게 확장되었다. 이들 연구자들에 따르면 매일 50km3(10cu mi)의 물이 쏟아졌다. 보스포러스 계곡은 적어도 300일 동안 엄청난 굉음과 파도를 일으켰다. 그들은 재앙적인 바닷물 유입이 로렌티드 빙상 붕괴에 따른 급격한 해수면 상승과 그에 따른 보스포러스 해협의 기반암 장벽 붕괴로 인해 발생했다고 주장했다.

## 같이 보기
- 대홍수 신화
- 노아의 방주
- 잔클레 홍수